# Kriva Bara
Kriva Bara je naselje v občini Bijeljina, Bosna in Hercegovina. 

## Deli naselja
Kriva Bara.

## Prebivalstvo
| Pregled števila prebivalcev po letih | Pregled števila prebivalcev po letih | Pregled števila prebivalcev po letih | Pregled števila prebivalcev po letih | Pregled števila prebivalcev po letih | Pregled števila prebivalcev po letih |
| ------------------------------------ | ------------------------------------ | ------------------------------------ | ------------------------------------ | ------------------------------------ | ------------------------------------ |
| 1948                                 | 1953                                 | 1961                                 | 1971                                 | 1981                                 | 1991                                 |
| -                                    | -                                    | -                                    | 295                                  | 291                                  | 255                                  |

| Narodna sestava prebivalstva po letih                                                                                      | Narodna sestava prebivalstva po letih                                                                                        | Narodna sestava prebivalstva po letih                                                                                      |
| --- | --- | --- |
| 1971 | 1981 | 1991 |
| . skupaj: 295 Srbi 283 (95,93 %) Hrvati 0 (0,00 %) Muslimani 0 (0,00 %) Jugoslovani 8 (2,71 %) drugi in neznano 4 (1,35 %) | . skupaj: 291 Srbi 203 (69,75 %) Muslimani 1 (0,34 %) Hrvati 0 (0,00 %) Jugoslovani 87 (29,89 %) drugi in neznano 0 (0,00 %) | . skupaj: 255 Srbi 252 (98,82 %) Hrvati 0 (0,00 %) Muslimani 0 (0,00 %) Jugoslovani 2 (0,78 %) drugi in neznano 1 (0,39 %) |